# Oostelijke grijskeelbuulbuul
De oostelijke grijskeelbuulbuul (Arizelocichla nigriceps; synoniem: Andropadus nigriceps) is een zangvogel uit de familie Pycnonotidae (buulbuuls).

## Verspreiding en leefgebied
Deze soort komt voor in oostelijk Afrika en telt twee ondersoorten:
- A. n. nigriceps: zuidelijk Kenia en noordelijk Tanzania.
- A. n. usambarae: zuidoostelijk Kenia en noordoostelijk Tanzania.

## Status
De grootte van de populatie is niet gekwantificeerd maar de soort wordt omschreven als algemeen. Op de Rode lijst van de IUCN heeft deze soort de status niet bedreigd.